# Ho sposato 40 milioni di donne
Ho sposato 40 milioni di donne (Kisses for My President) è  un film del 1964 diretto da Curtis Bernhardt.